# Das Buch vom Tee (Okakura)

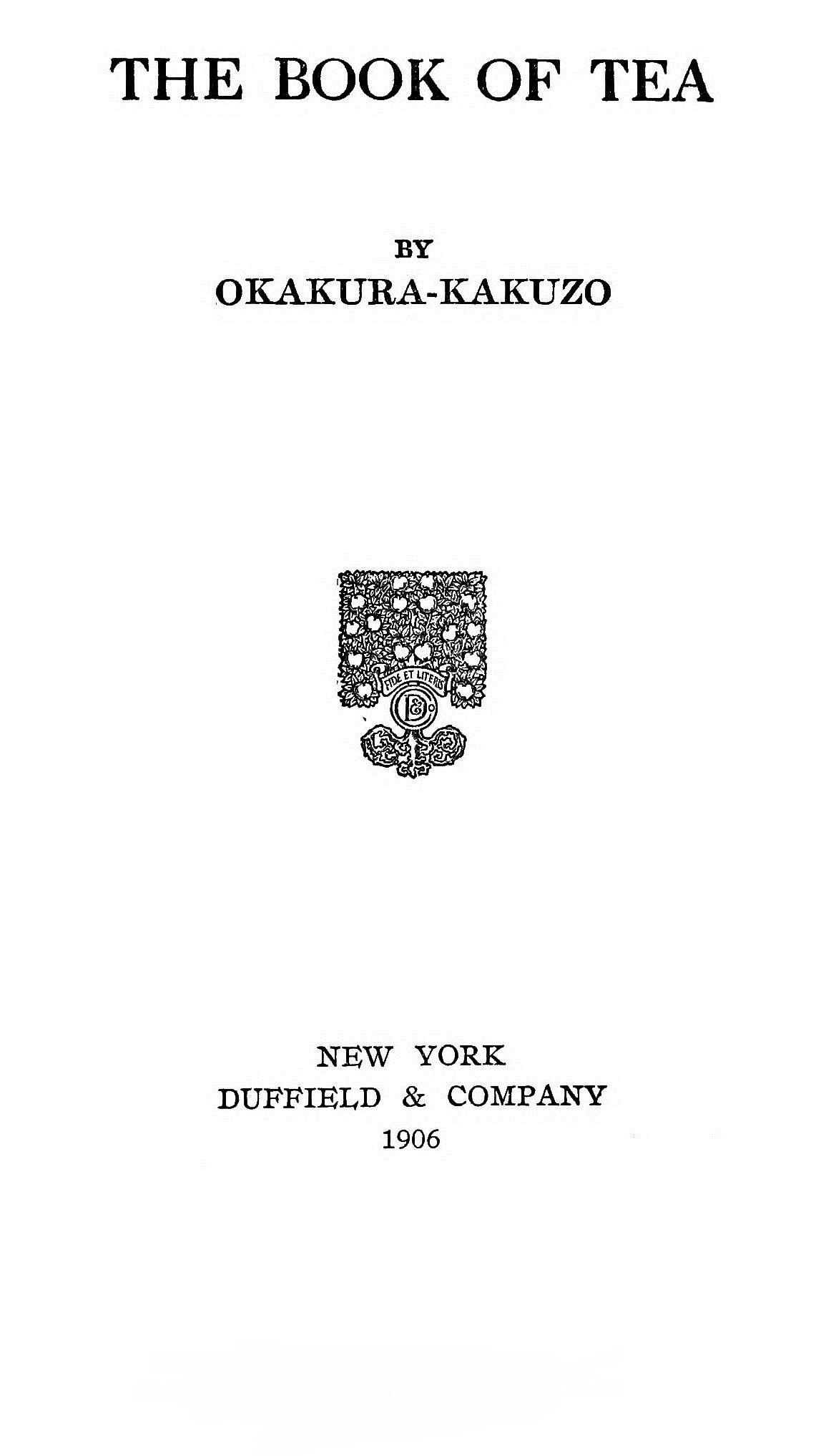
Titelseite von Das Buch vom Tee

Das Buch vom Tee (Originaltitel: The Book of Tea) ist ein Buch von Okakura Kakuzō. Sein 1906 veröffentlichtes Buch wurde als „die früheste klare Darstellung des Zen-Buddhismus und seiner Beziehung zu den Künsten in englischer Sprache“ bezeichnet. Okakura argumentierte, dass „Tee mehr ist als eine Idealisierung der Form des Trinkens; er ist eine Religion der Lebenskunst“.

## Inhalt
Das Buch erschien erstmals 1906 und wurde von ihm auf Englisch verfasst. Das Buch vom Tee besteht aus sieben Kapiteln:

### Die Schale der Menschheit
Okakura geht auf die Bedeutung des Tees für die japanische Kultur ein. Er bemerkt, dass die Teekultur ursprünglich aus China übernommen wurde und das Tee anfangs als Medizin angesehen wurde. Die japanische Kultur kennt die Ausdrücke von Menschen, die „keinen Tee oder Zuviel Tee in sich haben“, das bedeutet, dass die Teekultur essenziell für das In-der-Welt-sein in Japan ist.

### Die Schulen des Tees
Es werden die verschiedenen Zubereitungsweisen von Tee erwähnt, nämlich gekochter geschlagener und gebrühter Tee. Weiterhin geht Okakura auf die Verbreitung des Teegewächses in China ein. Er kommt zu dem Schluss, dass die chinesische Teekultur „Taoismus in anderer Gestalt“ war.

### Taoismus und Zen-Lehre
Es wird weiterhin beschrieben, wie sich der Taoismus in Japan zur Zen-Lehre weiterentwickelte. Auch die großen kulturellen Unterschiede zwischen Nordchina, das vom Konfuzianismus geprägt ist und Südchina, das vom Taoismus geprägt ist, werden von Okakura erwähnt.

### Der Teeraum
Das Teehaus wird als Gebäude beschrieben, das durch seine Schlichtheit besticht. Okakura sieht in der Begründung des Teehauses eine Leistung des Teemeisters Sen no Rikyū (1522–1591). Herzstück des Teeraums ist die Tokonoma.

### Wertung der Kunst
Es wird das taoistische Gleichnis von der Entdeckung der Harfe erzählt. Diese entstand aus einem Baum und gab anfangs nur sehr unmelodische Laute von sich. Erst als der Spieler Peh-Ya anfing, dieses Instrument zu liebkosen, belohnte es ihn mit Wohlklang. Dieses Gleichnis trifft auch auf die japanische Kultur zu.

### Blumen
Okakura meint, dass der Brauch, Blumen zu bewundern, den Menschen vom Tier unterscheidet. In der japanischen Kultur ist dies zum Ikebana verfeinert worden.

### Teemeister
Es wird auf die Rolle des Teemeisters eingegangen und im Speziellen das Vorbild Sen no Rikyū erwähnt.

## Wirkung
Das Buch vom Tee wurde als wichtiger Einfluss auf die Arbeit des US-amerikanischen Architekt, Schriftsteller und Kunsthändler Frank Lloyd Wright, des US-amerikanischen Landschaftsmaler, Drucker, Fotograf sowie einflussreicher Kunsttheoretiker und -lehrer Arthur Wesley Dow und der US-amerikanischen Malerin Georgia O’Keeffe zitiert.
Dem japanischen Philosophen Tomonobu Imamichi zufolge, wurde Heideggers Konzept von Dasein und in seinem Buch Sein und Zeit von Okakura Kakuzōs Konzept von das-in-der-Welt-sein inspiriert. das er in Das Buch vom Tee ausdrückte um chinesischer Philosoph und Dichter Zhuangzis Philosophie zu beschreiben. Imamichis Lehrer Ito Kichinosuke hat Martin Heidegger 1919 das Buch geschenkt, nachdem er ein Jahr zuvor Privatunterricht bei ihm genommen hatte.

## Kritik
„‚Das Buch vom Tee‘ ist unter [Okakuras] Schriften die am feinsten gezeichnete. Hier gibt es eine Deutung, die uns das Wesen echten Japanertums, die japanische Seele in voller Reinheit schauen läßt.“